# 阿部朋子
阿部 朋子（あべ ともこ、1963年6月5日 - ）は、東京都出身の女優。体重56kg。高岡事務所所属。

## 人物
1963年6月5日生まれ、東京都出身。趣味は、タップダンス、ピアノ、水泳、ドライブ。テレビドラマ、映画、CMで活躍中。髙岡事務所所属。
CM「トクホンA（肩たたき犬篇）」で全日本シーエム放送連盟賞（ACC賞）を受賞する。

## 出演
出典

### テレビドラマ
- ぼくの娘を盗むのですか（1991年） - 竹井昌美 役
- 八百八町夢日記（1992年） - お駒 役
- 信長 KING OF ZIPANGU（1992年） - 北条夫人 役
- 法医学教室の事件ファイル 第1シリーズ（1992年） - 榊雅代 役
- 金曜エンタテイメント 「赤い霊柩車シリーズ11」（1999年） - 朱雀昌子 役
- 葵 徳川三代（2000年） - 順照尼 役
- 3年B組金八先生（2001年） - 長澤佐知子 役
- 女と愛とミステリー
  - 「保険調査員・蒲田吟子1」（2001年） - 浅川美代子 役
  - 「不倫調査員・片山由美4」（2003年） - 桑本博子 役
- 土曜ワイド劇場
  - 「西村京太郎トラベルミステリー37」（2002年） - 堀川佐知子 役
  - 「棟居刑事シリーズ7」（2014年） - 有村たみ子 役
  - 「鉄道捜査官16」（2016年） - 磯野明日香 役
- キャットストリート（2008年） - 春香の母 役
- 相棒
  - season2 第7話「消えた死体」（2003年11月26日） - 八木厚子 役
  - season6 最終話「黙示録」（2008年3月19日） - 富山万里子 役
- ロス:タイム:ライフ（2008年） - 吉田泰子 役
- ジウ（2011年） - 江藤久子 役
- ストロベリーナイト（2012年） - 下坂明子 役
- ハンチョウ〜警視庁安積班〜（2012年） - 夏目医師 役
- 月曜ゴールデン 「おふくろ先生の診療日記4」（2012年） - 浜田知恵 役
- ハードナッツ!（2013年） - 鶴橋美津子 役
- トクボウ 朝倉草平（2014年） - 富永幸枝 役
- 深夜食堂（2014年） - 三上佐代子 役
- 受験地獄（2014年） - 楠見和美 役
- 仮面ライダードライブ（2015年） - 藤木春子 役
- 水曜ミステリー9 「保身」（2015年） - 大畑真智子 役
- 表参道高校合唱部!（2015年） - 宮崎夕子 役
- スペシャリスト（2016年） - 板野晴子 役
- 刑事7人（2016年） - 矢野祐子 役
- ラブラブエイリアン（2016年） - 石橋園美の母 役
- 金曜プレミアム 「女医・倉石祥子4」（2016年） - 佐藤千尋 役
- ツバキ文具店〜鎌倉代書屋物語〜（2017年） - 新しい客 役
- 日曜プライム 「警視庁・捜査一課長」（2019年） - 美濃賀寿代 役
- やめるときも、すこやかなるときも（2020年） - 須藤喜美代 役
- アリバイ崩し承ります（2020年） - 里見万希子 役
- レンタルなんもしない人のなんもしなかった話 第5話「意外な訪問者」（2020年5月7日） - 神林由美 役
- アンサング・シンデレラ 病院薬剤師の処方箋（2020年） - 峰田の妻 役
- 庶務行員 多加賀主水が許さない5（2020年） ‐ 森本加代子 役
- 真犯人フラグ（2021年） - 長谷川 役
- 雨に消えた向日葵（2022年） - 桜井睦月 役
- 純愛ディソナンス（2022年） - 野水百合子 役
- 院内警察 第5話（2024年） - 夏目百合子 役

### 映画
- ハッピーウェディング
- 任侠ヘルパー（2012年）
- DRIVE/MONDAY